# Сендак Михайло Дмитрович
Миха́йло Дми́трович Сенда́к (нар. 5 лютого 1948, Тиха) — депутат Львівської обласної ради у 1998—2002, 2010—2015 рр. Працював водієм, слюсарем, механіком автоколони, начальником автоколони, заступником директора, директором (Дрогобицького АТП-14607), головою правління ВАТ «Дрогобицьке АГП-14607».

## Біографічні відомості
Народився 5 лютого 1948 року в селі Соснівка (на даний час с. Тиха)  Старосамбірського району Львівської області в селянській родині.
Упродовж 1955—1963 років навчався у Соснівській восьмирічній школі. По закінченні Бориславського професійно-технічного училища № 7 1966 році, отримав скерування на роботу на сірчаний комбінат у м. Новому Роздолі.
Із 1967 по 1969 рік служив у армії, а після демобілізації повернувся на попереднє місце роботи в Новому Роздолі.
1972 року поступив на вечірнє відділення Новороздільського політехнічного технікуму на спеціальність «Технічне обслуговування та ремонт автомобілів». У 1975 році закінчив повний курс технікуму.  1973 року переїхав на постійне місце проживання в місто Дрогобич і влаштувався працювати на Дрогобицьку автобазу № 4 «Головпромтрансу».
1976—1984 роках навчався у Львівському політехнічному інституті.
Одразу влаштувався на роботу в Дрогобицьке АТП-14607, де працював механіком колони, начальником колони, заступником директора, а з 1985 року — директором. Із 1996 до 2002 року працював на посаді голови правління ВАТ «Дрогобицьке АТП-14607».
30 квітня 2002 — квітень 2006 року голова Львівської обласної ради.
З 2010 по 2015 рік депутат Львівської обласної ради від Партії регіонів.

### Наукова кар'єра
У 1991 році вступив до аспірантури при Українському транспортному університеті, а в 1996 році закінчив навчання і захистив кандидатську дисертацію з присудженням наукового ступеня кандидата технічних наук; академік, член-кореспондент Транспортної академії України.

### Політична кар'єра, депутат від Партії регіонів
30 квітня 2002 року його обрали головою Львівської облради від блоку «Наша Україна». Кандидатуру Михайла Сендака тоді підтримали 48 депутатів облради із 81, які брали участь у голосуванні. Його суперником виступав заступник глави облдержадміністрації з питань економіки Анатолій Данилишин, однак адміністрація до силового тиску не вдавалася, намагаючись ситуацію не нагнітати, натомість «нашоукраїнці» зібрали під стінами облради тисячний мітинг своїх прихильників, які вимагали обрання головою облради директора Дрогобицького АТП.
5 липня 2010 — 2 листопада 2012 року — голова Дрогобицької районної державної адміністрації Львівської області.
З 26 липня 2024 року — голова Ради старійшин Дрогобицької об'єднаної територіальної громади (ОТГ).

## Сім'я
Одружений, має трьох дітей.